# Beipanjiang-Eisenbahnbrücke
Die Beipanjiang-Eisenbahnbrücke ist eine Bogenbrücke über die Schlucht des Beipan Jiang rund 44 km südlich von Liupanshui in der chinesischen Provinz Guizhou.
Sie ist die größte der rund hundert Brücken der Shui-Bai-Bahn, die 2001 eröffnet wurde, um die Kohlevorkommen zu erschließen, die Verkehrsinfrastruktur zu verbessern sowie die wirtschaftliche Entwicklung in einer der ärmsten Provinzen Chinas zu fördern.

## Beschreibung
Die eingleisige Eisenbahnbrücke überquert den Beipan Jiang in einer Höhe von 275 m. Sie war damit die höchste Bogenbrücke und die höchste Eisenbahnbrücke der Welt und nach der ebenfalls 2001 fertiggestellten Liuguanghe-Brücke die zweithöchste Brücke überhaupt. Sie verwies damit die New River Gorge Bridge als höchste Bogenbrücke seit 1977 und das Mala-Rijeka-Viadukt als höchste Bahnbrücke seit 1973 auf den zweiten Platz. Inzwischen sind in China eine Reihe höherer Brücken gebaut wurden, zuletzt die Beipanjiang-Brücke (Autobahn Hangzhou-Ruili) als höchste Brücke überhaupt und die ebenfalls den Beipan Jiang querende Qinglong-Eisenbahnbrücke als höchste Eisenbahnbrücke (wenn man die über einen Stausee führenden Najiehe-Eisenbahnbrücke außer Acht lässt).
Die Beipanjiang-Eisenbahnbrücke ist eine CFST-Brücke mit einer obenliegenden Fahrbahn und mit einer Stützweite von 235 m.
Der Bogen besteht aus zwei Rippen mit je 4 Stahlrohren, die untereinander durch ein Stahlrohr-Fachwerk verbunden sind. Die beiden Rippen sind gegenüber der Vertikalen zueinander geneigt, so dass sie am Bogenfuß eine breite Basis haben. Sie wurden nicht, wie üblich, im Freivorbau mit Hilfsabspannung errichtet. Die beiden Bogenhälften wurden vielmehr seitlich an den Hängen montiert und anschließend über die Schlucht geschwenkt, bis sie sich in der Mitte trafen. Die beiden drehbaren Sockel wurden danach in große Widerlager einbetoniert. Nach der Montage wurden die Rohre von unten mit Beton verpresst, der nach dem Aushärten den Bogen versteift und die Tragfähigkeit der Brückenkonstruktion erhöht.
Die Fahrbahnplatte ist breit genug, um das Schotterbett samt beidseitigen Gehwegen aufzunehmen, die auch von der örtlichen Bevölkerung benutzt werden.
Am westlichen Ende der Brücke verschwindet die Eisenbahn in einem Tunnel, aus dem sie nach einer Schleife hoch über dem Tunneleingang auf einer Hangbrücke wieder auftaucht. Daneben verläuft eine Hangbrücke des Shuipan-Expressway, an die sich knapp einen Kilometer weiter südlich die 155 hohe Laoyingyan-Brücke anschließt. Drei Kilometer weiter nördlich quert der Shuipan Expressway den Beipan Jiang auf der 2013 fertiggestellten Beipanjiang-Brücke (Shuipan Expressway).
Auf Fotos ist tief unten neben der Brücke noch die etwa 200 m lange Seilbrücke zu sehen, auf der die Bauarbeiter die Schlucht überquerten. Sie bestand aus sechs parallelen Drahtseilen, die mit Drahtgeflecht und Brettern abgedeckt waren, sowie Geländern aus zwei Seilen und Drahtgeflecht. Sie ist inzwischen entfernt worden.